# 長野県道131号峰の茶屋小諸線
長野県道131号峰の茶屋小諸線（ながのけんどう131ごう みねのちゃやこもろせん）は、長野県小諸市を走る一般県道。認定路線の起点は国道146号の交点で、浅間山を経由して小諸市に至る路線であるが、実際に供用されているのは小諸市域の約7.7kmのみである。

## 概要

### 路線データ
- 起点：北佐久郡軽井沢町長倉（峰の茶屋、国道146号交点）
- 終点：小諸市赤坂1丁目（国道141号交点）

## 交差・接続する道路
- 国道18号（小諸バイパス）・長野県道80号小諸軽井沢線 - 小諸市甲（小諸警察署前）
- 長野県道40号諏訪白樺湖小諸線 - 小諸市荒町2丁目（荒町二丁目交差点）
- 国道141号 - 小諸市赤坂1丁目（赤坂交差点）（終点）